# Bạch Lữ
Bạch Lữ (sinh tháng 9 năm 1961) là Trung tướng Quân Giải phóng Nhân dân Trung Quốc (PLA). Ông hiện giữ chức Phó Chính ủy Chiến khu Nam bộ kiêm Chính ủy Lục quân Chiến khu Nam bộ.

## Thân thế
Bạch Lữ sinh tháng 9 năm 1961, người huyện Ứng, tỉnh Sơn Tây.

## Giáo dục
Tháng 9 năm 1979 đến tháng 7 năm 1983, ông học khoa triết học tại Đại học Sơn Tây. Ông có trình độ học vấn nghiên cứu sinh thạc sĩ tại Đại học Quốc phòng PLA.

## Sự nghiệp
Tháng 8 năm 1983, ông gia nhập Đảng Cộng sản Trung Quốc.
Tháng 2 năm 1984, ông tham gia Quân Giải phóng Nhân dân Trung Quốc, trở thành chiến sĩ, trung đội trưởng, cán sự Cục Chính trị Quân khu tỉnh Sơn Tây và cán sự Cục Chính trị Quân khu Bắc Kinh.
Tháng 11 năm 1992, Bạch Lữ được bổ nhiệm làm thư ký Văn phòng Cục Chính trị Quân khu Bắc Kinh (thư ký của Chủ nhiệm Chính trị Quân khu Phương Tổ Kì). Tháng 12 năm 1993, ông trở thành thư ký Văn phòng Bộ Tư lệnh Quân khu Nam Kinh (thư ký của Chính ủy Quân khu Phương Tổ Kì) rồi được bổ nhiệm làm Phó Chủ nhiệm Văn phòng Bộ Tư lệnh Quân khu Nam Kinh.
Tháng 2 năm 2001 đến tháng 8 năm 2005, ông là Phó Trưởng Ban Cán bộ, Cục Chính trị Quân khu Nam Kinh (trong thời gian đó, ông từng tạm quyền Chính ủy Lữ đoàn Phòng không, Tập đoàn quân 1 Lục quân, Quân khu Nam Kinh).
Tháng 8 năm 2005, ông được bổ nhiệm làm Chính ủy Sư đoàn 1, Tập đoàn quân 1 Lục quân. Tháng 4 năm 2008, ông được bổ nhiệm giữ chức Ủy viên Thường vụ Đảng ủy Tập đoàn quân, Chủ nhiệm Chính trị Tập đoàn quân 12 Lục quân, Quân khu Nam Kinh. Tháng 7 năm 2009, Bạch Lữ được phong quân hàm Thiếu tướng. Tháng 2 năm 2011, ông được bổ nhiệm giữ chức vụ Chính ủy Tập đoàn quân 12 Lục quân. Tháng 1 năm 2013, ông được bổ nhiệm làm Chính ủy Tập đoàn quân 1 Lục quân.
Tháng 7 năm 2015, ông được bổ nhiệm giữ chức vụ Phó Chính ủy Quân khu Thành Đô.
Ngày 1 tháng 2 năm 2016, Chủ tịch Quân ủy Trung ương Tập Cận Bình tuyên bố giải thể 7 Quân khu là Bắc Kinh, Thẩm Dương, Tế Nam, Nam Kinh, Quảng Châu, Lan Châu và Thành Đô để thành lập 5 Chiến khu là Chiến khu Đông, Chiến khu Bắc, Chiến khu Nam, Chiến khu Tây và Chiến khu Trung ương. Bạch Lữ được bổ nhiệm giữ chức Phó Chính ủy Chiến khu Nam bộ kiêm Chính ủy Lục quân Chiến khu Nam bộ.
Tháng 7 năm 2016, ông được thăng quân hàm Trung tướng. Ngày 24 tháng 10 năm 2017, tại phiên bế mạc của Đại hội Đảng Cộng sản Trung Quốc lần thứ XIX, ông được bầu làm Ủy viên Ủy ban Kiểm tra Kỷ luật Trung ương khóa XIX.